# Tyrannochthonius vampirorum
Tyrannochthonius vampirorum es una especie de arácnido  del orden Pseudoscorpionida de la familia Chthoniidae.

## Distribución geográfica
Se encuentra principalmente en México.